# Oxana Iwanowna Jermakowa
Oxana Iwanowna Jermakowa (russisch Оксана Ивановна Ермакова; * 16. April 1973 in Tallinn, damals Estnische SSR) ist eine russische Degenfechterin.

## Leben
Zu Beginn ihrer Karriere startete Oxana Iwanowna Jermakowa für die Sowjetunion und anschließend für Estland. 1998 wechselte sie die Staatsbürgerschaft und tritt seitdem für Russland an. Sie ist mehrfache Medaillengewinnerin bei Olympischen Spielen, Welt- und Europameisterschaften.

## Sportliche Erfolge
Ihre erste internationale Medaille errang Jermakowa bei den Fechtweltmeisterschaften 1991 in Budapest, wo sie die Bronzemedaille im Einzel und mit der sowjetischen Mannschaft gewann. 1993 gewann sie in Essen den Weltmeistertitel. Sie wurde damit die erste estnische Fechtweltmeisterin. Mit der estnischen Degenmannschaft gewann sie 1995 in Den Haag die Bronzemedaille. Bei den Olympischen Spielen 1996 in Atlanta wurde sie im Einzelwettbewerb fünfzehnte und mit dem estnischen Team belegte sie den fünften Platz. Vier Jahre später bei den Olympischen Spielen 2000 in Sydney gewann sie mit der russischen Mannschaft die Goldmedaille. Bei der Europameisterschaft 2002 in Moskau gewann sie die Bronzemedaille im Einzelwettbewerb und die Silbermedaille mit der russischen Mannschaft. Bei den Fechtweltmeisterschaften 2003 in Havanna gewann sie mit dem russischen Team die Goldmedaille. In Bourges siegte sie bei der Europameisterschaft 2003 mit dem russischen Team im Finale gegen ihre ehemaligen estnischen Mannschaftskolleginnen. Diesen Erfolg wiederholte sie mit der russischen Mannschaft bei der Europameisterschaft 2004 in Kopenhagen. Im Einzelwettbewerb gewann sie die Bronzemedaille. Bei den Olympischen Spielen 2004 in Athen konnte sie mit dem russischen Team den Erfolg von 2000 wiederholen. Im Einzel belegte sie den 20. Platz. Ihre bisher letzte international Medaille gewann Jermakowa bei der Europameisterschaft 2005 in Zalaegerszeg. Dort gewann sie mit dem russischen Team die Silbermedaille.

## Auszeichnungen
- 1993 Sportlerin des Jahres in Estland
- 1995 mit der Damen-Degen-Nationalmannschaft Mannschaft des Jahres in Estland